# Catalina de Vadstena

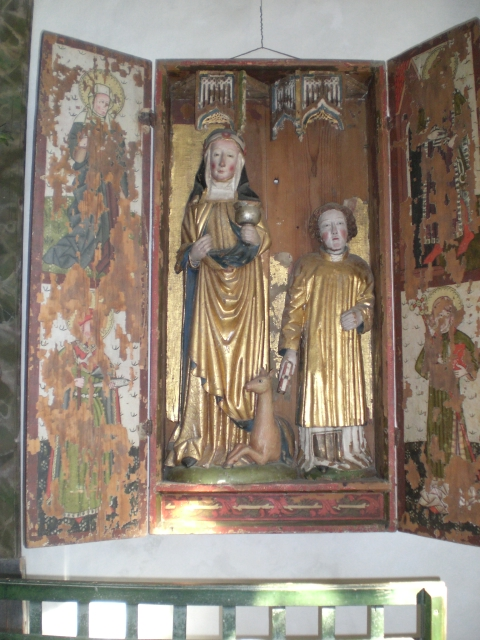
Catalina de Suecia con la cierva y San Lorenzo. Tríptico medieval en la iglesia de Trönö.

Catalina Ulfsdotter (1331 o 1332 - Vadstena, 24 de marzo de 1381), también conocida como Catalina de Vadstena, o Catalina de Suecia en el santoral católico, fue una religiosa sueca y monja brigidina, venerada como santa por la Iglesia católica.
Era hija de santa Brígida y su nombre se halla muy relacionado con la obra de su madre. Es considerada patrona de las vírgenes y es invocada contra el aborto.

## Hagiografía

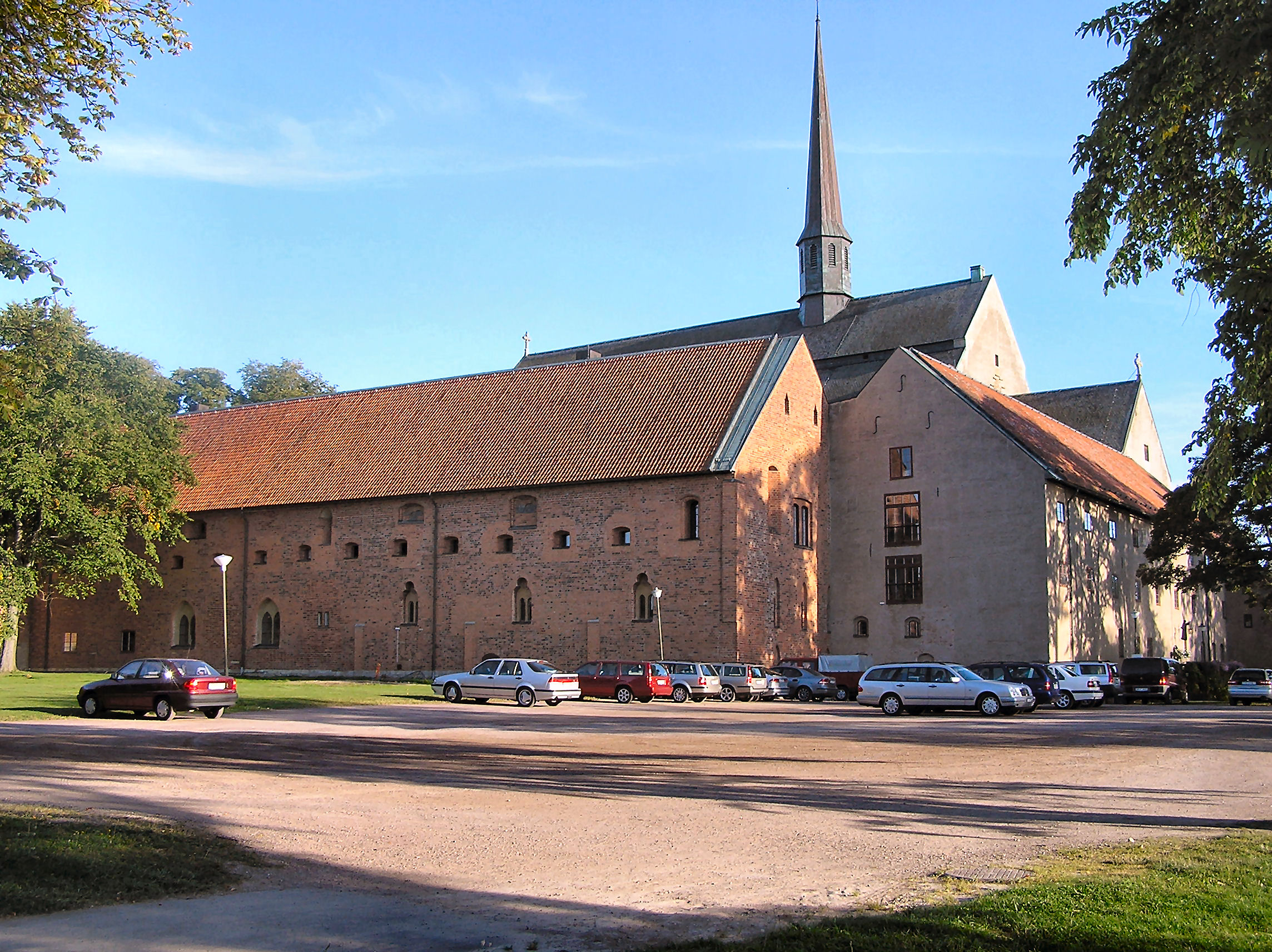
Convento de Vadstena

Katarina nació en 1331 o 1332, según las fuentes. Era hija de Brígida de Suecia, noble sueca que luego de enviudar donó todas su propiedades y se internó en un monasterio. Su padre era el también noble sueco Ulf Gudmarsson
A los 12 o 13 años fue entregada en matrimonio al caballero Egard von Kyren. Catalina, que había vivido en un hogar con profundas convicciones religiosas, acordó vivir con su marido en castidad en la misma noche de bodas.

### Vida monacal
Cuando su madre abandonó Suecia para presentar en Roma las reglas de su nueva orden (del Santísimo Salvador), pasó muy poco tiempo antes de que Catalina se le uniera. En 1351 recibió la noticia de la muerte de su marido y decidió permanecer al lado de su madre en Roma hasta la muerte de ésta, participando en las actividades de oración, ayuda a los necesitados y peregrinaciones dentro y fuera de Italia. A la muerte de Brígida el 23 de julio de 1373, Catalina se convirtió en su heredera espiritual y como tal la sucedió a la cabeza de la nueva orden. Acompañó los restos mortales de su madre hasta Suecia para sepultarla en el convento de Vadstena. Ella misma ingresó como monja dentro del convento y se convirtió en la primera abadesa del mismo.
En el verano de 1375 regresó a Roma para participar en las investigaciones sobre la canonización de Brígida. Permaneció en Italia hasta 1380, proveyendo información sobre la vida de su madre en Suecia, Italia y otros lugares, pero debido al cisma de Aviñón en la Iglesia su trabajo no llevó a ningún resultado. Sin embargo, consiguió la ratificación en la aprobación de las reglas de la orden brigidina, alrededor de 1378.
En 1380 regresó a Suecia y el obispado le entregó formalmente la dirección de la nueva orden religiosa. Falleció el 24 de marzo de 1381.

## Onomástico y Culto público

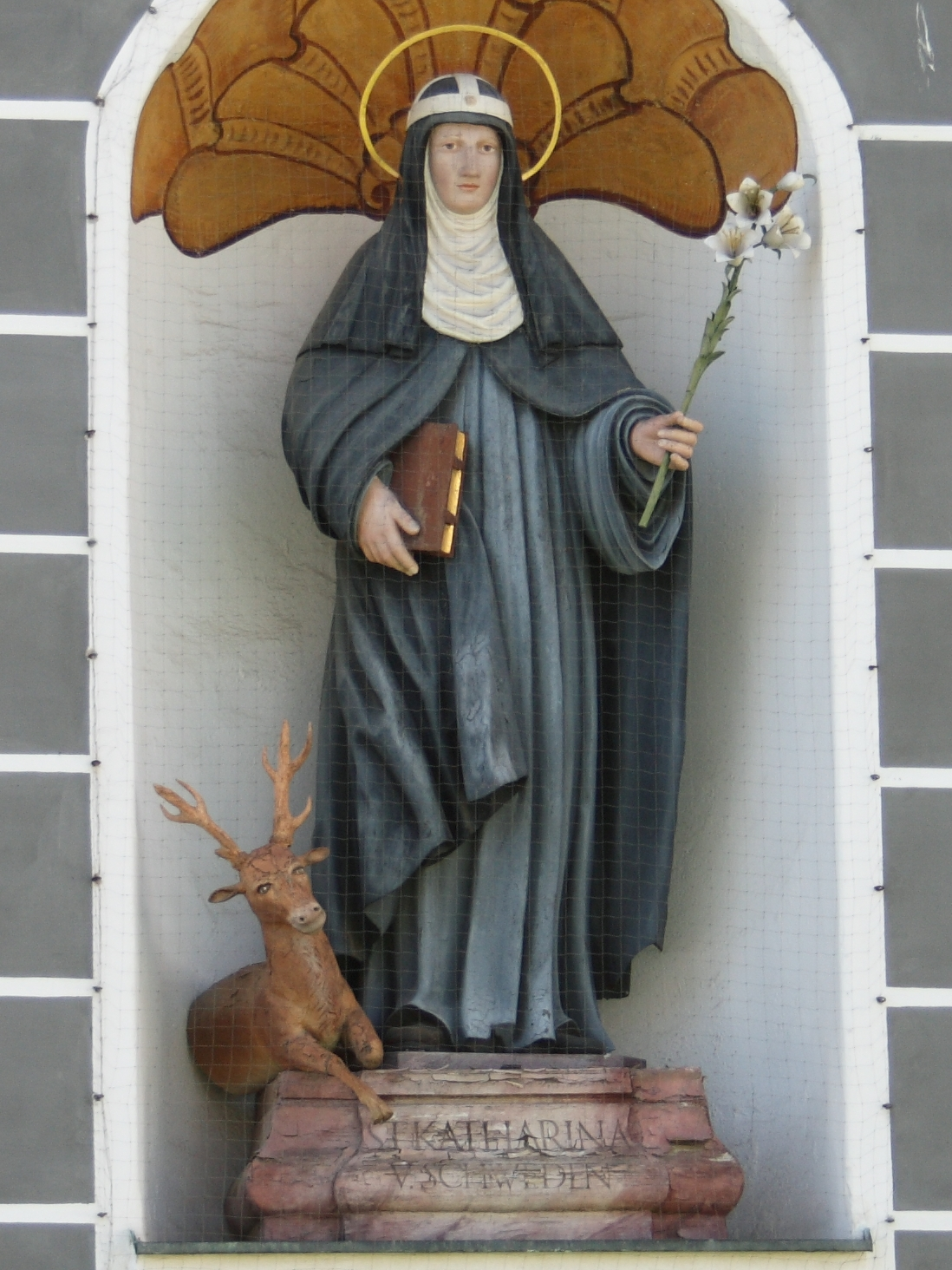
Estatua de Catalina de Suecia

Se realizaron investigaciones para la canonización de Catalina entre 1475 y 1477. Aunque la canonización nunca se llevó a cabo, en 1484 el papa Inocencio VIII dio la autorización para venerar a Catalina como santa en Suecia, y algunas de sus pertenencias fueron conservadas como reliquias.
Dentro de la Iglesia Católica su  día festivo es el 24 de marzo, mientras que en Suecia es el 2 de agosto. Se la representa acompañada por una cierva, que de acuerdo con la tradición la ayuda a proteger la virginidad de las jóvenes de los hombres deshonestos.
Se le han atribuido milagros en Suecia y en Italia, algunos de ellos en vida.